# Philippe Marie de Bourbon
 (décembre 2014).
Si vous disposez d'ouvrages ou d'articles de référence ou si vous connaissez des sites web de qualité traitant du thème abordé ici, merci de compléter l'article en donnant les références utiles à sa vérifiabilité et en les liant à la section « Notes et références ».
Philippe Marie de Bourbon (22 mai 1783 - 2 juillet 1786) est le deuxième fils et le cinquième enfant de Marie-Amélie de Habsbourg-Lorraine  et de Ferdinand Ier de Parme. 
Il est né le 22 mai 1783 et mort le 2 juillet 1786 à l'âge de trois ans de maladie.